# M2 (England)

Lägeskarta för M2.

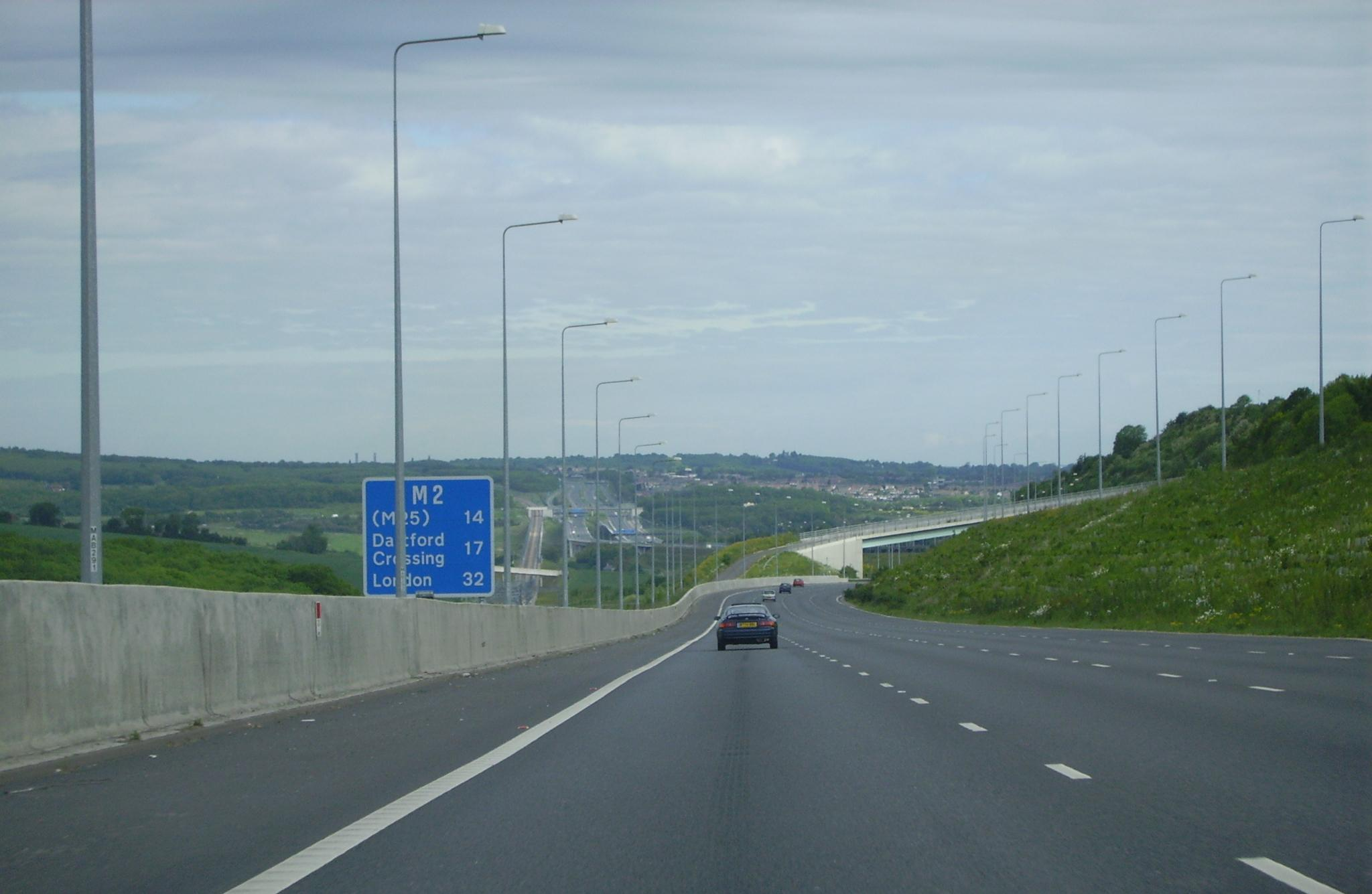
M2 vid Rochester i riktning mot London.

M2 (motorväg) och A2 (landsväg) är två brittiska vägar som tillsammans bildar en viktig vägförbindelse mellan London och Dover via bland annat Rochester, Chatham och Canterbury. Vägarna härstammar från den romerska vägen Watling Street, men har byggts ut i flera omgångar, huvudsakligen till fyrfältsväg. Motorvägssträckan M2 mellan Rochester och Faversham i Kent är egentligen bara en förbifart runt Medway-området, som A2 går igenom. M2:s planerade anslutningar till andra motorvägar byggdes aldrig, och när M20 stod klar övertog den rollen som den viktigaste förbindelsen mellan London och städerna vid Engelska kanalens östra del.